# Grand Prix automobile d'Alexandrie 1929
Le Grand Prix automobile d'Alexandrie 1929 (VI Coppa Pietro Bordino) est un Grand Prix qui s'est tenu à Alexandrie le 21 avril 1929 et disputé par deux classes : les véhicules de moins de 2 000 cm3 et les véhicules de moins de 1 100 cm3.

## Grille de départ
| 1re ligne | Pos. 3                 | Pos. 2                 | Pos. 1               |
| --------- | ---------------------- | ---------------------- | -------------------- |
|           | Ruggeri Maserati       | Fagioli Maserati       | Varzi Alfa Romeo     |
| 2e ligne  | Pos. 6                 | Pos. 5                 | Pos. 4               |
|           | E. Ferrari Alfa Romeo  | Bona Alfa Romeo        | Valpreda Delage      |
| 3e ligne  | Pos. 9                 | Pos. 8                 | Pos. 7               |
|           | A. Sartorio Alfa Romeo | De Giovanni Alfa Romeo | E. Maserati          |
| 4e ligne  | Pos. 12                | Pos. 11                | Pos. 10              |
|           | Teagno Alfa Romeo      | Brilli-Peri Talbot     | G. Nenzioni Bugatti  |
| 5e ligne  | Pos. 15                | Pos. 14                | Pos. 13              |
|           | Cortese Bugatti        | Alloatti Bugatti       | Borzacchini Maserati |
| 6e ligne  | Pos. 18                | Pos. 17                | Pos. 16              |
|           | Ghersi Alfa Romeo      | C. Nenzioni Maserati   | Aymini Delage        |
| 7e ligne  | Pos. 21                | Pos. 20                | Pos. 19              |
|           | Zanelli Bugatti        | Viola Bugatti          | Mazzacurati Bugatti  |
| 8e ligne  | Pos. 24                | Pos. 23                | Pos. 22              |
|           | Cattaneo Amilcar       | G. Ferrari Lombard     | Arcangeli Talbot     |
| 9e ligne  | Pos. 27                | Pos. 26                | Pos. 25              |
|           | Pistarini Salmson      | F. Sartorio Amilcar    | Strobino Lombard     |
| 10e ligne | Pos. 30                | Pos. 29                | Pos. 28              |
|           | Bianchi Lombard        | Agnelli Lombard        | Moresco Lombard      |
| 11e ligne | Pos. 33                | Pos. 32                | Pos. 31              |
|           | Contardo Lombard       | Bisighin Lombard       | Castelbarco Amilcar  |

## Classement de la course
| Pos  | no | Pilote                          | Écurie                    | Châssis               | Tours | Temps/Abandon                                  | Grille |
| ---- | -- | ------------------------------- | ------------------------- | --------------------- | ----- | ---------------------------------------------- | ------ |
| 1    | 4  | Achille Varzi                   | Privé                     | Alfa Romeo P2         | 8     | 2 h 20 min 40 s 6 (109,2 km/h)                 | 1      |
| 2    | 54 | Baconin Borzacchini             | Officine Alfieri Maserati | Maserati Tipo 26 R    | 8     | + 4 min 27 s 8                                 | 13     |
| 3    | 30 | Ernesto Maserati                | Officine Alfieri Maserati | Maserati Tipo 26 B    | 8     | + 11 min 21 s 4                                | 7      |
| 4    | 36 | Arrigo Sartorio                 | Privé                     | Alfa Romeo 6C 1750    | 8     | + 12 min 7 s 8                                 | 9      |
| 5    | 84 | Pietro Ghersi                   | Privé                     | Alfa Romeo 6C 1500    | 8     | + 12 min 32 s 8                                | 18     |
| 6    | 14 | Amedeo Ruggeri                  | Privé                     | Maserati Tipo 26      | 8     | + 13 min 16 s 0                                | 3      |
| 7    | 70 | Giovanni Alloatti Umberto Pugno | Umberto Pugno             | Bugatti Type 35B      | 8     | + 13 min 25 s 8                                | 14     |
| 8    | 90 | Juan Zanelli                    | Privé                     | Bugatti Type 35C      | 8     | + 13 min 49 s 4                                | 21     |
| 9    | 18 | Gaspare Bona                    | Privé                     | Alfa Romeo 6C 1750    | 8     | + 16 min 44 s 8                                | 5      |
| 10   | 12 | Luigi Fagioli                   | Officine Alfieri Maserati | Maserati Tipo 26      | 8     | + 19 min 3 s 4                                 | 2      |
| 11   | 74 | Luigi Castelbarco               | Privé                     | Amilcar s/c           | 8     | 2 h 43 min 6 s 0 (94,2 km/h) + 22 h 25 min 4 s | 31     |
| 12   | 46 | Edoardo Teagno                  | Privé                     | Alfa Romeo 6C 1750    | 8     | + 23 min 16 s 8                                | 12     |
| 13   | 44 | Gastone Brilli-Peri             | Scuderia Materassi        | Talbot 700            | 8     | + 23 min 25 s 4                                | 11     |
| 14   | 32 | Ugo de Giovanni                 | Privé                     | Alfa Romeo 6C 1750    | 8     | + 27 min 38 s 4                                | 8      |
| 15   | 72 | Giuseppe Bianchi                | Privé                     | Lombard AL3           | 8     | + 49 min 56 s 8                                | 30     |
| Abd. | 40 | Elio Pistarini                  | Privé                     | Salmson               | 7     |                                                | 27     |
| Abd. | 26 | Enzo Ferrari                    | Cavaliere E. Ferrari      | Alfa Romeo 6C 1750 SS | 6     | Mécanique                                      | 6      |
| Abd. | 76 | Franco Cortese                  | Privé                     | Bugatti Type 37A      | 6     | Accident                                       | 15     |
| Abd. | 80 | Giulio Aymini                   | Privé                     | Delage 2LCV           | 4     |                                                | 16     |
| Abd. | 16 | Federico Valpreda               | Privé                     | Delage 2LCV Spcl.     | 4     |                                                | 4      |
| Abd. | 66 | Giulio Agnelli                  | Privé                     | Lombard               | 4     | Accident                                       | 29     |
| Abd. | 78 | Ruggiero Bisighin               | Privé                     | Lombard AL3           | 4     | Accident                                       | 32     |
| Abd. | 56 | Ignazio Moresco                 | Privé                     | Lombard AL3           | 4     |                                                | 28     |
| Abd. | 8  | Oreste Strobino                 | Privé                     | Lombard AL3           | 4     | Accident                                       | 25     |
| Abd. | 94 | Luigi Arcangeli                 | Scuderia Materassi        | Talbot 700            | 3     |                                                | 22     |
| Abd. | 6  | Pietro Cattaneo                 | Privé                     | Amilcar               | 3     |                                                | 24     |
| Abd. | 82 | Cleto Nenzioni                  | Privé                     | Maserati Tipo 26 B    | 2     |                                                | 17     |
| Abd. | 2  | Gerolamo Ferrari                | Privé                     | Lombard AL3           | 2     |                                                | 23     |
| Abd. | 42 | Giampiero Nenzioni              | Privé                     | Bugatti Type 37A      | 1     |                                                | 10     |
| Abd. | 88 | Giovanni Viola                  | Privé                     | Diatto 20             | 1     | Accident                                       | 20     |
| Abd. | 86 | Mario Mazzacurati               | Privé                     | Bugatti Type 35B      | 1     |                                                | 19     |
| Abd. | 96 | Colombo Contardo                | Privé                     | Lombard AL3           | 1     |                                                | 33     |
| Abd. | 20 | Filippo Sartorio                | Privé                     | Salmson               | 0     |                                                | 26     |

- Légende: Abd.=Abandon ; Np.=Non partant

## Pole position et record du tour
- Pole position :  Achille Varzi (Alfa Romeo) par tirage au sort.
- Meilleur tour en course
  - Groupe 1 (2 000 cm3) :  Achille Varzi (Alfa Romeo) en 17 min 24 s 8 (110,3 km/h) au premier tour.
  - Groupe 2 (1 100 cm3) :  Pietro Cattaneo (Amilcar) en 19 min 37 s 0 (97,9 km/h) au deuxième tour.

## Tours en tête
- Achille Varzi : 8 tours (1-8)